# Respect.nu
Respect.nu was een Nederlandse politieke partij.
De partij werd begin mei 2004 opgericht door Dick Engel en Ton Wurtz. Zij zijn van mening dat er sprake is van een toenemend gebrek aan respect in de samenleving en de zorgen daarover waren een belangrijke drijfveer voor de oprichting van de nieuwe partij. Een andere drijfveer was de onvrede van de beide mannen, die allebei bestuurslid zijn van de Stichting Rokersbelangen, over de nieuwe tabakswet. Zij vinden dat de overheid door middel van deze wet ten onrechte inbreuk maakt op de persoonlijke levenssfeer van mensen en streven daarom naar een correctief referendum over de wet.
Bij de Europese parlementsverkiezingen op 10 juni 2004 weet de partij echter geen zetel in het Europees Parlement te behalen: slechts 0,1% van de kiezers brengt zijn stem uit op Respect.nu. In 2009 nam de partij niet deel aan de verkiezingen.

## Kandidatenlijst EP 2004
1. A. Wurtz
2. F.A.K. Engel